# Karl Walker
Karl Walker (Estrasburgo, 4 de janeiro de 1904 – Berlim, 5 de dezembro 1975; pseudônimo: Carl Heinrich) foi um cientista social libertário alemão.
Walker era um dos divulgadores mais importantes das idéias de Silvio Gesell na Alemanha. Ele contribuiu, junto com Otto Lautenbach e Franz Hochstetter, decisivamente à continuação do movimento da Economia livre na Alemanha durante a Segunda Guerra Mundial, apesar das repressões nazistas. Foi também redator da revista político-cultural Die Gefährten: Monatsschrift für Erkenntnis und Tat (publicada entre 1946 e 1950). Trabalhou ao longo de sua vida, com interrupções, como empresário em diversas áreas.